# Manfred Gersch
Manfred Gersch (* 12. August 1909 in Dresden; † 4. Dezember 1981 in Jena) war ein deutscher Zoologe und Tierphysiologe und befasste sich mit Neurowissenschaften und Entomologie und gilt als einer der Gründerväter der Endokrinologie der Invertebraten.  Er war Professor an der Universität Jena und seit ihrer Gründung 1965 Leiter der Abteilung Tierphysiologie der Biologischen Gesellschaft der DDR. Von 1954 bis 1974 leitete er das dortige Phyletische Museum.

## Leben
Nach dem Abitur in Dresden 1929 studierte er Zoologie (sowie Botanik und Chemie) in Leipzig bei Johannes Meisenheimer und Paul Buchner, bei dem er 1936 promoviert wurde. 1938 habilitierte er sich in Leipzig. Anfangs befasste er sich mit Mollusken, ab 1942 mit Insekten. Im Zweiten Weltkrieg war er Soldat und bis 1949 in sowjetischer Kriegsgefangenschaft. 1951 wurde er Professor in Jena.
Schwerpunkt seiner Arbeit war vergleichende Endokrinologie, die er besonders an Insekten erforschte, und Neurohormone. Er war in den 1950er Jahren ein Pionier auf dem Gebiet der Neurohormone, die er an Stechmückenlarven (Gattung Corethra) erforschte. Er zeigte Anfang der 1950er Jahre, dass Melanophoren  aus den Tracheen-Blasen durch Neurohormone aus dem Bauchraum gesteuert wurden. Mit Hans Unger isolierte er 1957 eine Reihe Neurohormone von Insekten, wie das die Herztätigkeit steuernde Neurohormon D (D für Dilitator), das in niedriger Dosis anregend und in höherer blockierend wirkte. Von ihm stammen 188 wissenschaftliche Aufsätze und 8 Bücher.
Ab 1962 war er Mitherausgeber des Zoologischen Anzeigers und ab 1958 der Zoologischen Jahrbücher. Er war seit 1955 Mitglied der Deutschen Akademie der Wissenschaften in Berlin und 1959 bis 1965 Vorsitzender von deren Abteilung Biologie. 1958 wurde er Mitglied der Leopoldina und erhielt den Nationalpreis III. Klasse der DDR. 1961 wurde er Mitglied der Sächsischen Akademie der Wissenschaften zu Leipzig, 1965 Mitglied der European Society of Comparative Endocrinology und 1968 Mitglied der All-Unions-Gesellschaft für Entomologie der UdSSR. 1970 wurde er Mitglied des Exekutivkomitees der International Union of Biological Sciences (IUBS). Gersch war Ehrenmitglied der Biologischen Gesellschaft der DDR und der Gesellschaft für Neurowissenschaften. 1965/66 war er Präsident der Deutschen Zoologischen Gesellschaft.

## Schriften
- Biologie der Zelle, Leipzig: Teubner 1953
- Vergleichende Endokrinologie der wirbellosen Tiere, Leipzig: Akademische Verlagsgesellschaft Geest und Portig, 1964
- Herausgeber mit K. Richter: Das peptiderge Neuron, Jena: G. Fischer 1981
- Die Evolution des Hormonsystems im Tierreich, Akademie Verlag Berlin 1982
- Herausgeber: Gesammelte Vorträge über moderne Probleme der Abstammungslehre, 2 Bände, Jena, Friedrich-Schiller-Universität 1965
- Hormone als Regulatoren von Lebensvorgängen, Sitzungsberichte Sächs. Akad. Wiss., 106, 1963
- Neuroendokrinologie von Insekten, Sitzungsberichte Sächs. Akad. Wiss., 108, 1968
- Probleme der Insektizide aus heutiger Sicht, Sitzungsberichte Sächs. Akad. Wiss., 111, 1976
- Wachstum und Wachstumsregulatoren der Krebse: biologische Erkenntnisse und generelle Erwägungen, Sitzungsberichte Sächs. Akad. Wiss., 113, 1979
- Herausgeber mit Peter Karlson: Leopoldina-symposium The Evolution of hormonal systems: Schloß Reinhardsbrunn (Thuringia, GDR) March 22 to 26, 1981, Nova Acata Leopoldina, Neue Folge, Band 56, 1984